# Relitto di Uluburun

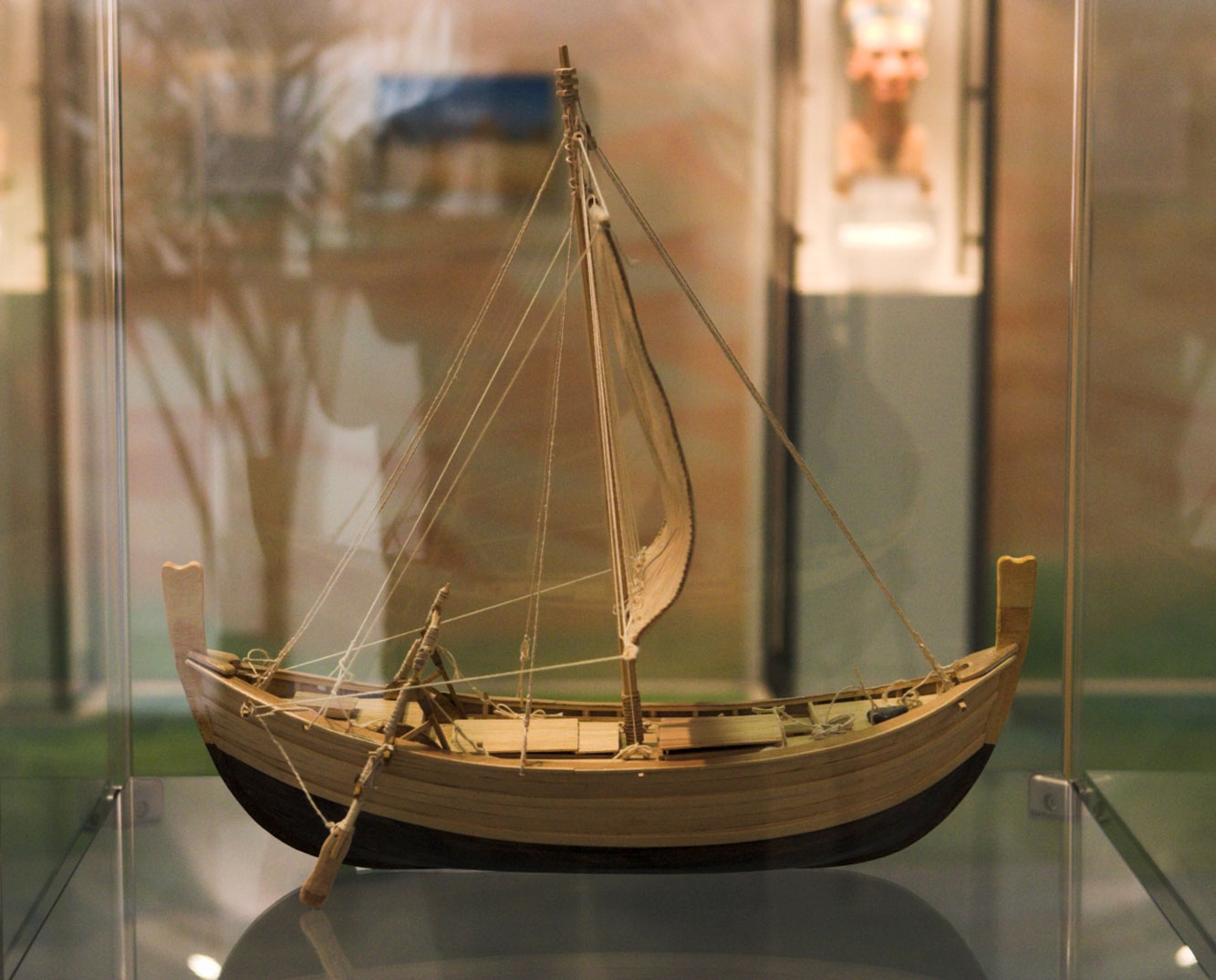
Modello in legno

Il relitto di Uluburun  è un relitto dell'età del bronzo databile alla fine del XIV secolo a.C., scoperto al largo di Uluburun, a circa 10km a sud-est di Kaş, in Turchia sud-occidentale. Il relitto fu visto la prima volta nell'estate del 1982 da Mehmed Çakir, un cercatore di spugne locale originario di Yalikavak, un villaggio nei pressi di Bodrum.
Dal 1984 al 1994 i susseguirono sul luogo undici campagne di recupero, ognuna delle quali lunga dai tre ai quattro mesi, per un totale di 22 414 immersioni, riuscendo a portare alla luce uno dei più spettacolari reperti dell'età del bronzo emersi dal mar Mediterraneo.

## Scoperta
Il relitto fu scoperto nell'estate del 1982, quando Mehmet Çakir riportò a galla dei "biscotti metallici con le orecchie" riconosciuti poi come lingotti dell'età del bronzo nella carettistica forma ox-hide o "a pelle di bue" (una forma che permetteva di trasportarli a mano con maggiore semplicità e di conservarli nella stiva in modo efficiente). I cercatori di spugne turchi venivano spesso contattati dall'Institute of Nautical Archaeology (INA) per poter identificare antichi relitti durante le loro immersioni. I ritrovamenti di Çakir allertarono Oğuz Alpözen, direttore del museo di Bodrum di Archeologia Subacquea, tanto da inviare una squadra di esplorazione per localizzare il relitto. La squadra riuscì a recuperare numerosi lingotti di rame a soli 50 metri dalla costa di Uluburun.

### Rotta apparente
Grazie alle prove raccolte, si può ipotizzare che la nave fosse salpata da Cipro o da un porto in Siria o Palestina. La nave di Uluburun era senza dubbio diretta ad ovest di Cipro, ma la sua destinazione finale può essere determinata solo dagli oggetti presenti a bordo al momento del naufragio. È stato quindi ipotizzato che fosse diretta a Rodi, al tempo un importante centro di smistamento per l'Egeo.

### Datazione
Peter Kuniholm dell'Università Cornell fu incaricato della datazione dendrocronologica in modo da ottenere una datazione assoluta per la nave. I risultati hanno datato il legno attorno 1305 a.C., ma non essendo sopravvissuto alcun frammento di corteccia, che avrebbe identificato gli anelli annuali sottostanti sicuramente più recenti del ramo di provenienza, è impossibile determinare con sicurezza l'esatta data, e si può ipotizzare che la nave sia affondata non più tardi di quella data. Basandosi sulle ceramiche ritrovate, sembra che la nave di Uluburun affondò verso la fine del periodo Amarna, e non prima del tempo di Nefertiti, visto che a bordo è stato trovato uno scarabeo in oro col suo nome. Sintetizzando, si ritiene che la nave sia affondata alla fine del XIV secolo a.C.
Gli oggetti a bordo della nave provengono da Europa e Africa settentrionale, dalla Sicilia e la Sardegna alla Mesopotamia, e sono stati prodotti da circa nove o dieci diverse culture. La presenza di questo carico indica che l'Egeo della tarda età del bronzo era impegnato in commerci internazionali anche col Vicino Oriente.

## Il vascello

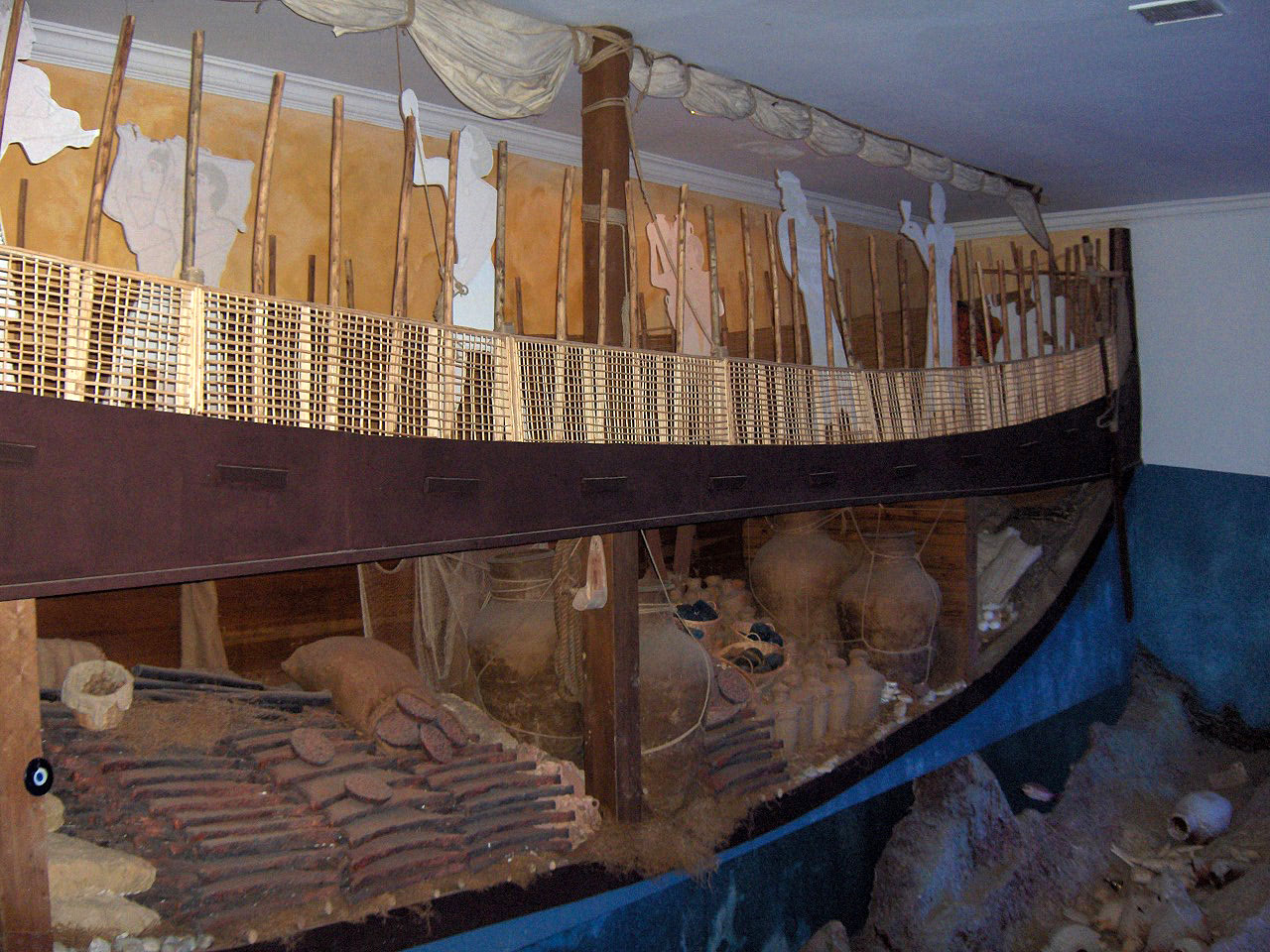
Replica in dimensioni reali presso il museo di Bodrum di Archeologia Subacquea

I resti dell'Uluburun e il contenuto del suo carico indicano che la nave era lunga tra i 15 e i 16 metri. Si sa che è stata costruita col metodo del "prima lo scafo" con giunzioni a tenone e mortasa in simili a quelli greco-romani dei secoli successivi.
Sebbene lo scafo sia stato dettagliatamente esaminato, non sono stati individuati reperti del suo telaio. La chiglia appare rudimentale, forse più una piattaforma che una vera e propria chiglia. La dendrocronologia ha permesso di stabilire che la nave fu costruita con tavole e chiglia in legno di cedro del Libano e quercia. Il cedro del Libano è un albero indigeno delle montagne del Libano, della Turchia meridionale e della parte centrale di Cipro. 
la nave trasportava 24 ancore di pietra. La pietra è di un tipo quasi completamente sconosciuto nell'Egeo, ma spesso utilizzata nelle mura dei templi siro-palestinesi e di Cipro. Rami secchi e sterpaglie servivano per proteggere lo scafo dal contatto con i metalli trasportati.

## Scavi
L'Institute of Nautical Archaeology (INA) iniziò gli scavi nel luglio del 1984, sotto la direzione prima del suo fondatore George F. Bass e poi del vicepresidente Cemal Pulak dal 1985 al 1994. Il relitto si trovava tra i 44 e i 52 metri di profondità su un piano roccioso in pendenza pieno di banchi di sabbia. Metà del personale che aiutò negli scavi era accampato nella parte sud-orientale del promontorio che fu probabilmente colpito dalla nave, mentre gli altri vivevano a bordo del Virazon, la nave di ricerca dell'INA in quel periodo. La mappatura del sito fu fatta tramite triangolazione con metri flessibili e quadrati di metallo per facilitare l'orientamento degli operai. Quando gli scavi furono completati nel settembre 1994, tutti gli sforzi si concentrarono sulla conservazione del relitto, sullo studio, e sulla raccolta di campioni per le analisi nel laboratorio dell'Istituto d'archeologia marina in Turchia.